# 청간사
청간사는 충청북도 충주시 대소원면에 있는 사당이다. 2005년 6월 14일 충주시의 향토유적 제13호로 지정되었다.

## 개요
청간사는 조선 전기의 문신이자 왕명에 의해 불천위로 지명된 삼탄 이승소를 배향하기 위해 지어진 사당으로 양성 이씨 문간공 종친회에서 관리하고 있다.